# Pelagia Dolata
Pelagia Dolata (ur. 18 listopada 1919 w Pogrzybowie, zm. ?) – polska rolniczka, poseł na Sejm PRL IV i V kadencji.

## Życiorys
Uzyskała wykształcenie średnie niepełne. Prowadziła indywidualne gospodarstwo rolne. W 1965 i 1969 uzyskiwała mandat posła na Sejm PRL w okręgu Ostrów Wielkopolski. Przez dwie kadencje zasiadała w Komisji Pracy i Spraw Socjalnych. Odznaczona Złotym Krzyżem Zasługi.